# 青木計憲
青木 計憲（あおき かずのり、1961年 - ）は、EY ストラテジー・アンド・コンサルティング株式会社のパートナー、金融事業統括責任者。
前職ではデロイトトーマツコンサルティング合同会社の金融事業統括責任者、デロイトトーマツ合同会社の保険セクター統括責任者、IBM GBS 保険事業コンサルテイング責任者などを歴任。

## 人物
広島県尾道市出身、広島学院中学校・高等学校卒業。早稲田大学政治経済学部卒。EY ストラテジー・アンド・コンサルティング株式会社で金融事業統括責任者を務めている。前職は、デロイトトーマツコンサルティングの金融事業統括責任者でもあり、特に保険業界を中心に企業戦略、オペレーション改革、IT戦略、イノベーション推進、海外展開戦略の策定・実行支援などを含むプロジェクトを数多く手掛けていた。

## 著書
- 『2030年　市場を制する者、消え去る者、8つのメガトレンドが照らす未来』、ハーバードビジネスレビュー　(2015/12/08) https://dhbr.diamond.jp/articles/-/3854
- 『グローバル経営戦略2013 Think! 別冊No.5』共著、東洋経済新報社 (2012/12/14) (ISBN4492961046)https://toyokeizai.net/articles/-/60230
- 【ＦｉｎＴｅｃｈ最前線！】海外の生損保　劇的な変化の時代が来た　2016年7月5日特大号, 東洋経済エコノミスト、http://www.weekly-economist.com/2016/07/05/ｆｉｎｔｅｃｈ最前線-海外の生損保-劇的な変化の時代が来た-2016年7月5日特大号/?mobile=1
- 保険業界の一大変革時代を勝ち切るためにすべきこと デロイト トーマツ金融ビジネスセミナー2016 講演報告 「メガトレンドから読む保険業界におけるFinTechの潮流」https://www2.deloitte.com/jp/ja/pages/financial-services/articles/ins/fintech-ins-seminar-report.html

外部リンク
- https://www.ey.com/ja_jp/people/kazunori-aoki
- https://news.mynavi.jp/kikaku/20220614-2363611/
- https://www.bizreach.jp/job-feed/public-advertising/ddldwd6/
- https://toyokeizai.net/articles/-/60230
- https://news.justincase.jp/news/20210921/